# The King of Fighters XI
The King of Fighters XI è un picchiaduro a incontri pubblicato da SNK Playmore.

## Trama
Dopo il torneo indetto nel 2003, Adhelheid Bernstein (figlio di Rugal Bernstein), insieme a sua sorella Rose Bernstein, indice un nuovo torneo. Kyo Kusanagi e Iori Yagami, privi di una Chizuru Kagura (promotore dello scorso torneo) colpita alle spalle dal misterioso Ash Crimson e denaturata dei suoi poteri, entrano in squadra con Shingo Yabuki. Benimaru Nikaido, ex compagno di squadra del Japan Team di cui era leader Kyo, entra con Duo Lon (ninja cinese dello stesso clan di Ron e Lin) ed una misteriosa donna di nome Elizsabeth dando origine al nuovo Rival Team.
Ash dal suo canto può contare sull'aiuto di Shen Woo e di Oswald, misterioso uomo in cerca di una droga particolare. Ritorna inaspettatamente Eiji Kisaragi (la cui ultima apparizione è avvenuta nell'edizione del 1995 insieme a Billy Kane e Iori Yagami che all'epoca formavano l'originale Rival Team) che, insieme a Kasumi Todoh e Malin (che nel 2003 faceva parte dell'High School Team insieme a Hinako e Athena Asamiya) danno origine all'Anti-KyokugenRyuuko Team. In questa edizione vi sono, per le versioni console PS2, alcuni mid-boss (non giocabili nell'arcade) e alcuni "new challangers" presi da un gioco precedente l'uscita di KoF XI: Kizuna Encounter.

## Squadre
Hero Team
- Ash Crimson
- Oswald
- Shen Wuu

K' Team
- K'
- Kula Diamond
- Maxima

Fatal Fury Team
- Terry Bogard
- Kim Kaphwan
- Duck King

Agent Team
- Vanessa Veleno
- Blue Mary Ryan
- Ramon Diablo

Garou : Mark of the Wolves Team
- Bonne Jenet
- Gato Futaba
- Tizoc Griffon Mask

Art of Fighting Team / Kyokugen Ryu Team
- Ryo Sakazaki
- King
- Yuri Sakazaki

Anti-Art of Fighting Team / Anti-Kyokugen Ryu Team
- Malin
- Kasumi Todoh
- Eiji Kisaragi

Ikari Team
- Ralf Jones
- Clark Still
- Whip

Kyo & Iori Team
- Kyo Kusanagi
- Iori Yagami
- Shingo Yabuki

New Psycho Soldiers Team
- Athena Asamiya
- Sie Kensou
- Momoko

Rival Team
- Elisabeth Blanctorche
- Duo Lon
- Benimaru Nikaido

## Mid Boss
- Adelheid Bernstein
- Jyazu - boss di Kizuna Encounter
- Silber - boss di Buriki One
- Gai Tendo - personaggio protagonista di Buriki One
- Sho Hayate - personaggio protagonista di Savage Reign e Kizuna Encounter

## Boss
- Shion - sub-boss, è armato di una lancia.
- Magaki - boss finale

## Personaggi extra
Sono tutti presi dal gioco di Neo Geo, NeoGeo Battle Coliseum:
- Robert Garcia - versione invecchiata
- Mai Shiranui
- Mr. Big - nemico in Art of Fighting 1 e 2. Basato su Neo Geo Battle Coliseum
- Tung Fu Rue - nemico e personaggio giocabile nei Fatal Fury. Basato su Neo Geo Battle Coliseum
- Geese Howard - incarnazione media tra KoF '96 e Neo Geo Battle Coliseum
- Hotaru Futaba - sorella di Gato apparsa in Garou: Mark of the Wolves. Basata su Neo Geo Battle Coliseum
- EX Kyo - versione di Kyo del 2001